# An Sang-mi
An Sang-mi (안상미?; 12 novembre 1979) è un'ex pattinatrice di short track sudcoreana.

## Palmarès

### Olimpiadi
- Oro a Nagano 1998 nella staffetta 3000 metri.

### Mondiali
- Oro a Zoetermeer 1995 a squadre.
- Oro a Lake Placid 1996 a squadre.
- Oro a Seul 1997 a squadre.
- Oro a Sheffield 2000 nei 3000 metri.
- Argento a Budapest 1993 a squadre.
- Argento a Nagano 1997 nella staffetta 3000 metri.
- Argento a Vienna 1998 nella staffetta 3000 metri.
- Argento a Bormio 1998 a squadre.
- Argento a Sheffield 2000 nella staffetta 3000 metri.
- Argento a Sheffield 2000 nel programma generale.
- Argento a L'Aia 2000 a squadre.
- Bronzo a St. Louis 1999 a squadre.
- Bronzo a Sheffield 2000 nei 500 metri.

### Giochi asiatici
- Argento a Harbin 1996 nella staffetta 3000 metri.

### Universiadi
- Oro a Zakopane 2001 nei 3000 metri.
- Bronzo a Zakopane 2001 nei 1000 metri.